# كيت غاراواي
كاثرين ماري غارواي (ولدت في 4 مايو 1967)  مذيعة وصحفية إنجليزية. هي مقدمة برنامج منتصف الصباح مع كيت غاراواي على Smooth Radio ومذيعة مشاركة (أيام الجمعة) في Good Morning Britain على ITV Breakfast .

## النشأة
كان والد غارواي موظفًا حكوميًا وكانت والدتها معلمة. التحقت بمدرسة دنمور الابتدائية ومدرسة فيتزاريس في أبينجدون . ثم تخرجت من كلية باث للتعليم العالي بدرجة البكالوريوس في اللغة الإنجليزية والتاريخ.

## روابط خارجية
- كيت غاراواي على Smooth Radio
- Kate Garraway
- kategarraway على تويتر.
- [http://www.imdb.com/name/nm1005730/ Kate Garraway

] في قاعدة بيانات الأفلام على الإنترنت